# 2018 au Mexique
Cet article présente les faits marquants de l'année 2018 au Mexique.

## Évènements
- 16 février : séisme de magnitude 7,2 dans l'État d'Oaxaca[1].
- 12 juin : la FIFA attribue la Coupe du monde de football de 2026 aux États-Unis, au Canada et au Mexique.
- 1er juillet : élections fédérales,  Andrés Manuel López Obrador est élu président, ce qui fait de lui le premier président de gauche de l'Histoire récente du Mexique.
- 31 juillet : crash du Vol AM-2431 Aeroméxico dans l'État de Durango, causant 85 blessés mais aucun mort grâce au sang-froid des pilotes et de deux hôtesses de l'air[2],[3].
- 1er octobre : les conditions de l'Accord États-Unis-Mexique-Canada (AÉUMC), qui succède à l'ALÉNA, sont officiellement acceptées par les trois États membres.
- En octobre et novembre, la crise migratoire en Amérique centrale entraîne le passage de deux caravanes de plusieurs milliers de migrants pour la première et d'un millier pour la deuxième à travers le Mexique ; elles proviennent du Honduras et du Guatemala et ont pour destination les États-Unis. La frontière restant fermée, elles restent bloquées dans la ville limitrophe de Tijuana.
- 5 novembre : début du procès aux États-Unis du narcotrafiquant mexicain El Chapo, considéré comme le plus gros trafiquant de drogue au monde. Il est reconnu coupable de tous ses chefs d'accusation le 12 février 2019, et condamné à la prison à perpétuité plus 30 années supplémentaires le 17 juillet 2019.
- 1er décembre : Andrés Manuel López Obrador est investi président de la République.
- 8 décembre : Vanessa Ponce de Leon est couronnée Miss monde.
- 17 décembre : Yalitza Aparicio devient la première indigène du Mexique à poser en Une de l'édition mexicaine de Vogue (le 17 décembre pour la version instagram de la couverture mais le 27 décembre pour la version papier)[4].